# 枝刺孢无索腹菌
枝刺孢无索腹菌（学名：Martellia ramispina）是属于红菇目红菇科无索腹菌属的一种担子菌。该种分布于中国。